# Dimensional Fund Advisors
Dimensional Fund Advisors är ett amerikanskt multinationellt investmentbolag som har verksamheter på fyra kontinenter, Asien, Europa, Nordamerika och Oceanien. De förvaltar ett kapital på $518 miljarder för 30 juni 2017.
Företaget har cirka 1 100 anställda och huvudkontoret ligger i Austin i Texas. Nobelpristagaren Eugene Fama har suttit i bolagsstyrelsen sen investmentbolaget grundades 1981.

## Närvaro
De har närvaro på följande platser världen över.
| Asien: - Singapore - Tokyo, Japan | Europa: - Amsterdam, Nederländerna - Berlin, Tyskland - London, England, Storbritannien | Nordamerika: - Austin, Texas, USA - Charlotte, North Carolina, USA - Santa Monica, Kalifornien, USA - Toronto, Ontario, Kanada - Vancouver, British Columbia, Kanada | Oceanien: - Melbourne, Australien - Sydney, Australien |